# Таємниця зв'язку
Таємниця зв'язку — свобода людини, яка гарантує недоторканність усіх видів кореспонденції (листів, телеграм, повідомлень, переказів), телефонних розмов тощо. Таємниця зв'язку (вужче — таємниця листування / кореспонденції) означає категоричну заборону ознайомлюватися й розголошувати зміст кореспонденції, телефонної розмови з будь-якого приводу. Винятки можуть бути встановлені з метою запобігання злочину чи з'ясування істини під час розслідування кримінальної справи.
Право на таємницю листування, телефонних переговорів, телеграфної та іншої кореспонденції є особистісним, немайновим правом, що традиційно належить до основних природних прав людини. Саме наявність такого права забезпечує особі захист від будь-якого проникнення в її особисте життя, а саме прослуховування телефонних розмов, знайомлення з її листами чи повідомленнями, а також розголошення їх змісту чи самого факту листування або розмови.
Держава, яка визнається демократичною, повинна забезпечити реалізацію таких прав і свобод, а також надати механізм правового захисту в разі їх незаконного порушення. Наскільки широкими є обмеження таємниці зв'язку в певній країні, залежить від місцевого законодавства.

## Загальні положення
Цим правом охороняється інформація, яку адресат не бажає доводити до відома інших осіб (тобто така інформація містить певну таємницю).
Право особи на таємницю кореспонденції закріплено міжнародними актами. Так, відповідно до статті 12 Загальної декларації прав людини ніхто не може зазнавати безпідставного посягання на таємницю його кореспонденції. Стаття 8 Конвенції про захист прав людини та основоположних свобод містить положення, відповідно до якого кожен має право на повагу до його приватного й сімейного життя, до житла й до таємниці кореспонденції. Міжнародний пакт про громадянські та політичні права містить аналогічну норму у статті 17, відповідно до якої заборонено свавільне чи незаконне посягання на таємницю кореспонденції. У Конвенції про права дитини зазначено, що жодна дитина не може бути об'єктом свавільного або незаконного втручання в таємницю кореспонденції.

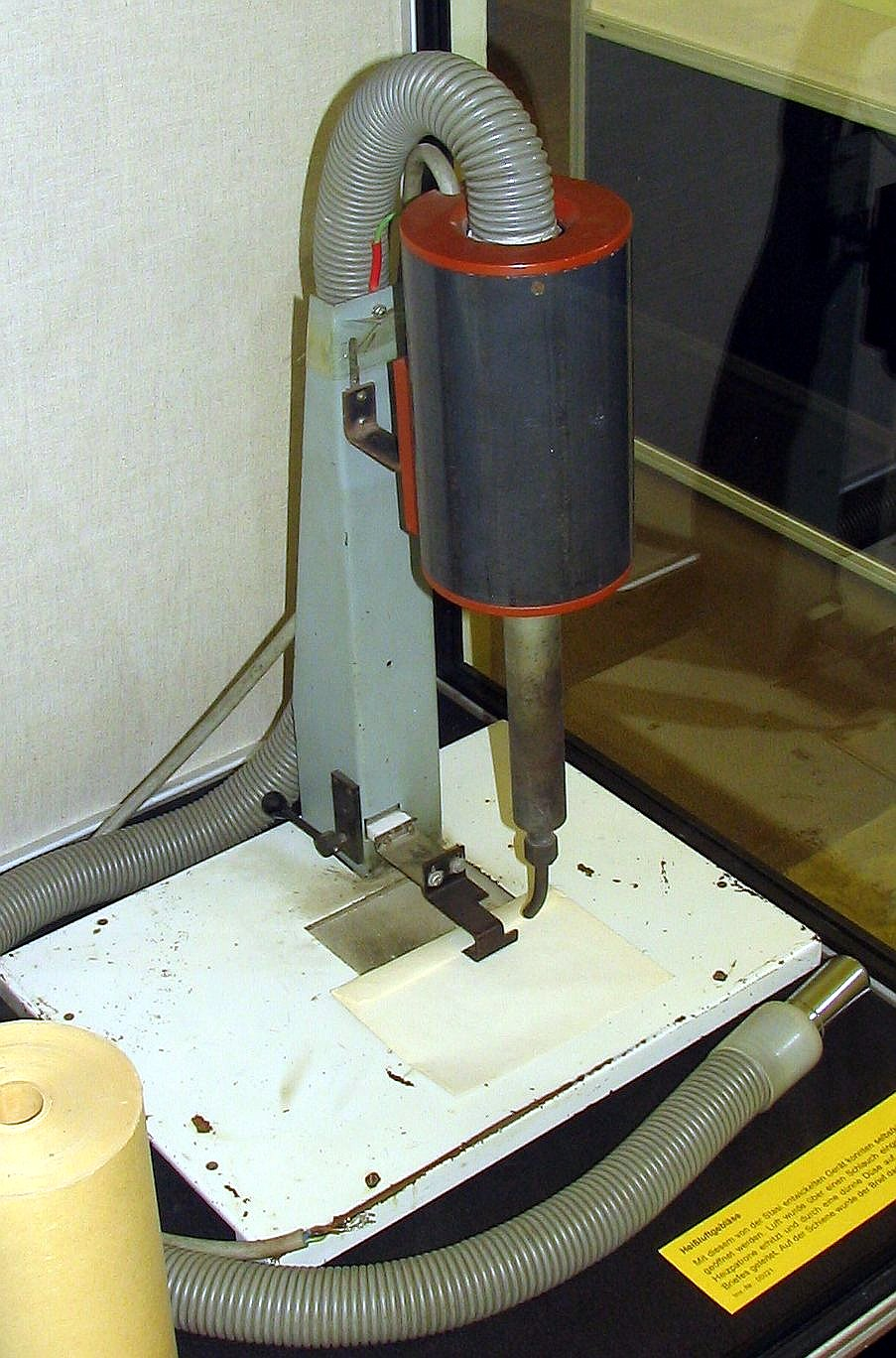
Апарат для перлюстрації листів, що використовувався Штазі

Порушенням цього права слід вважати ознайомлення зі змістом кореспонденції без згоди особи, якій ця інформація належить, а також за відсутності законних підстав для цього.
Порушення таємниці зв'язку може відбуватися шляхом перлюстрації особистої кореспонденції (розпечатування й перегляд поштової кореспонденції без відома адресата), ознайомлення зі змістом телеграм, електронної пошти, підслуховування телефонних переговорів, повідомлення сторонніх осіб про факти листування, телефонної розмови, телеграфного чи іншого повідомлення тощо.
Таємниця зв'язку привілейованих категорій осіб (дипломатів, вищих державних службовців, військових) охороняється суворіше, ніж звичайно.

## Зміст права
Правом на таємницю листування, телефонних розмов, телеграфної та іншої кореспонденції передбачено захист від ознайомлення з листування, прослуховуванням телефонних розмов, а також розголошення їх змісту будь-якою особою без згоди відправника та одержувача, чи співрозмовника.
Проте, особи, які стали свідками телефонної розмови у службовому приміщенні чи з кабіни телефона-автомата, не повинні гарантувати нерозголошення почутих відомостей. Також не є порушенням цього права знищення чи пошкодження чужих листів, телеграм. Право на таємницю листування не захищається під час відправлення листа до редакції ЗМІ.
Таємниця листування – це правовий принцип, який сприяє підтриманню суспільних відносин, гарантує охорону особистого життя громадян. Проте в умовах злочинності згода фізичних осіб на вилучення інформації з телефонних розмов чи приватного листування не потрібна, якщо в ній містяться докази для вирішення справи в суді. Таємниця кореспонденції особи в Україні захищається на такому ж рівні як і недоторканність життя, честь і гідність людини.

## Історія
Проблема обмеження приватного життя громадян від будь-якого втручання влади виникла ще у добу Просвітництва. Згодом у 90-х рр. ХІХ ст. науковець США Луїз Брандез пояснює приватність як право особи мати спокій. Пізніше про приватність як повагу до автономії особи згадується і у преамбулі до австралійської Хартії приватності.
У 1845 р. Російською імперією було видане Уложення про покарання кримінальні та виправні, а в 1864 р. під час проведення судової реформи видається Статут про покарання, що накладаються мировими суддями. У цих двох законодавчих актах таємниця листування захищається кримінальною відповідальністю, а розголошення цієї таємниця вважається важчим злочином, ніж сам факт ознайомлення.
У ст. 16 Конституції УНР 1918 р. проголошувалось: «Органам державної влади не вільно відкривати листів без судового наказу, як у випадках, законом означених».
Переломний період настає у 1920-х роках. Кримінальні Кодекси УСРР 1922 р. і 1927 р. не визнають права на таємницю листування і телефонних розмов. Для цього періоду характерне не визнання більшості прав і свобод людини і громадянина, тому влада не вважає за потрібне охороняти будь-яку сімейну чи телеграфну інформацію. І тільки у 60-х роках ХХ ст. все-таки настає помірна демократизація: приватне листування, телефонні розмови та телеграфна кореспонденція стають об’єктом кримінально-правової охорони. Згодом ці положення закріплюються у Конституції України 1996 р.

## В Україні
Таємниця зв'язку захищається українським законодавством, яке ґрунтується на статті 31 Конституції України:

| Стаття 31. Кожному гарантується таємниця листування, телефонних розмов, телеграфної та іншої кореспонденції. Винятки можуть бути встановлені лише судом у випадках, передбачених законом, з метою запобігти злочинові чи з'ясувати істину під час розслідування кримінальної справи, якщо іншими способами одержати інформацію неможливо.[6] |
Стаття 306 Цивільного кодексу України присвячена праву на таємницю кореспонденції. У ній визначається:
Фізична особа має право на таємницю листування, телеграм, телефонних розмов, телеграфних повідомлень та інших видів кореспонденції.
Листи, телеграми тощо є власністю адресата.
Листи, телеграми та інші види кореспонденції можуть використовуватися, зокрема шляхом опублікування, лише за згодою особи, яка направила їх, та адресата.
Якщо кореспонденція стосується особистого життя іншої фізичної особи, для її використання, зокрема шляхом опублікування, потрібна згода цієї особи.
Кореспонденція, яка стосується фізичної особи, може бути долучена до судової справи лише у разі, якщо в ній містяться докази, що мають значення для вирішення справи. Інформація, яка міститься в такій кореспонденції, не підлягає розголошенню.
Порушення таємниці кореспонденції може бути дозволено судом у випадках, встановлених законом, з метою запобігання злочинові чи під час кримінального провадження, якщо іншими способами одержати інформацію неможливо.
Процедура обмеження права на таємницю зв'язку регулюється параграфом 2 «Втручання у приватне спілкування» глави 21 «Негласні слідчі (розшукові) дії» розділу ІІІ Кримінального процесуального кодексу України.
Так, передбачено, що ніхто не може зазнавати втручання у приватне спілкування без ухвали слідчого судді.
Різновидами втручання в приватне спілкування є:
1. аудіо-, відеоконтроль особи;
2. арешт, огляд і виїмка кореспонденції;
3. зняття інформації з транспортних телекомунікаційних мереж;
4. зняття інформації з електронних інформаційних систем.

Втручання у приватне спілкування захисника, священнослужителя з підозрюваним, обвинуваченим, засудженим, виправданим заборонене.
За порушення таємниці листування, телефонних розмов, телеграфної чи іншої кореспонденції, що передаються засобами зв'язку або через комп'ютер настає кримінальна відповідальність за статтею 163 Кримінального кодексу України.
Верховною Радою України у 2003 р. було прийнято Закон «Про телекомунікації», ст. 9 якого зазначає, що таємниця телефонних розмов, листування, телеграфної та іншої кореспонденції захищається Конституцією та Законами України. Те ж саме стосується таємниці поштових відправлень, про що йдеться в ст. 6 Закону України «Про поштовий зв’язок».

## Закріплення у міжнародному праві
Ст. 12 Загальної декларації прав людини говорить: «Ніхто не може зазнавати безпідставного втручання у його особисте та сімейне життя, безпідставного посягання на недоторканість його житла, тайну його кореспонденції або на його честь і репутацію. Кожна людини має право на захист закону від такого втручання або таких посягань».
У ст. 17 Міжнародного пакту про громадянські та політичні права йдеться про те, що «Ніхто не повинен зазнавати свавільного чи незаконного втручання в його особисте чи сімейне життя, свавільних чи незаконних посягань на недоторканість його житла або таємницю його кореспонденції чи незаконних посягань на його честь чи репутацію.
Також закріплення права на приватне життя ми знаходимо у ст.8 Європейської Конвенції про захист прав людини і основоположних свобод: «Кожен має право на повагу до свого приватного і сімейного життя, до свого житла і кореспонденції».

## Практика Європейського суду з прав людини
Рішення, яке було прийняте Європейським судом з прав людини у 1984 р. щодо справи «Мелоун проти Сполученого Королівства», зазначається, що законодавство повинно чітко визначати причини і межі обмеження виконавчою владою права на таємницю телефонних розмов, інакше це суперечить принципу верховенства права. Також у постанові наголошується на тому, що хоч зняття показників з лічильника є законним, проте передача знятої інформації в поліцію тягне за собою порушення ст.8 Конвенції.
Подібними є справи «Ювіг проти Франції 1990р.» і «Крюслен проти Франції 1990р.». В обох рішеннях Суд постановив, що французьке законодавство не відповідає вимогам законності згідно зі ст.8. Також Суд зазначає, що прослуховування телефонних розмов приватною особою з допомогою офіцера поліції, а також перехоплення телефонних дзвінків співробітника поліції з будь-якого іншого офісу визнається як порушення вищезазначеної статті.
Також можна згадати справу «Деміртепе проти Франції» 1999 року. Заявник звернувся до Комісії Європейського Суду 1997 року з заявою про порушення права на таємницю кореспонденції, гарантовану статтею 8 Конвенції. Мова йшла про порушення таємниці листування службовцем пенітенціарної служби. У своєму рішення Суд визнав порушення статті 8 Конвенції і постановив матеріальне відшкодування.
У практиці Європейського Суду також можна знайти аналогічні справи проти України, де визнається порушенні ст.8 Конвенції: «Полторацький, Кузнєцов, Назаренко, Данкевич, Алієв і Хохлич проти України».